# Charles Arad Joy

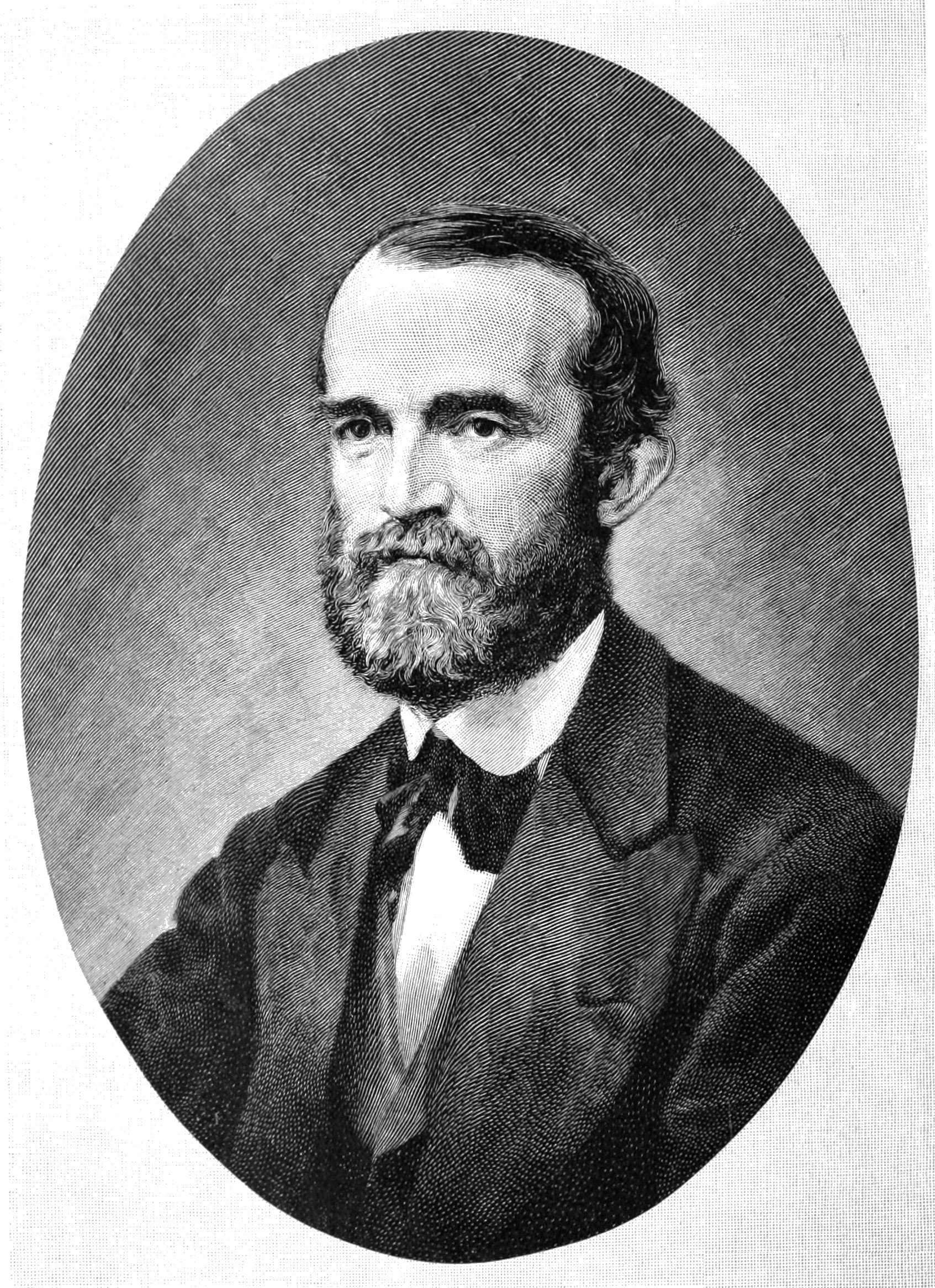
Charles A. Joy

Charles Arad Joy (* 8. Oktober 1823 in Ludlowville, Tompkins County, Bundesstaat New York; † 29. Mai 1891 in Stockbridge (Massachusetts)) war ein US-amerikanischer Chemiker.

## Leben
Seine Eltern waren der Farmer und Kaufmann Arad Joy (* 1790) und Catherine, geb. Fisher.
Er studierte am Union College in Schenectady mit dem Bachelor-Abschluss 1844 und an der Harvard Law School mit dem Abschluss (LL.B.) 1847. Schon in Harvard wandte er sich unter dem Einfluss von Vorlesungen von Louis Agassiz und Charles T. Jackson den Naturwissenschaften zu. Ab 1847 arbeitete er für den US Geological Survey am Lake Superior unter Josiah D. Whitney und Charles T. Jackson, wo kurz zuvor reiche Kupfervorkommen entdeckt worden waren. Danach arbeitete er eine Weile im Chemielabor von Jackson und ging dann zum Studium der Chemie nach Deutschland. Er studierte bei Heinrich Rose in Berlin bei Friedrich Wöhler in Göttingen, bei dem er 1853 zum Dr. phil. promoviert wurde. Die Dissertation war über Alkohol-Radikale von Selen und sein Nachbar im Labor war der spätere Chemieprofessor an der University of Virginia John W. Mallett, der über Alkohol-Radikale von Tellur promovierte. Das waren einige der ersten Untersuchungen über die Verbindung von Alkohol-Radikalen mit Metallbasen. Anschließend ging er noch nach Paris um bei Jean-Baptiste Dumas an der Sorbonne Vorlesungen zu hören.
Nach der Rückkehr wurde er Professor für Chemie am Union College in Schenectady, New York, mit Charles F. Chandler (seinem Nachfolger am Union College) als Assistent. 1857 wurde er Professor für Chemie am Columbian College in New York. Der Chemielehrstuhl war dort gerade geschaffen worden aus einem Lehrstuhl für Physik und Chemie (den Physiklehrstuhl behielt Richard McCulloh). Er war an der Schaffung der School of Mines des Columbia College beteiligt und empfahl seinen ehemaligen Assistenten Chandler als Chemieprofessor. 1876 zog er sich aus Gesundheitsgründen nach Stockbridge (Massachusetts) zurück, nachdem er auf der Weltausstellung in Philadelphia einen schweren Hitzeschlag erlitten hatte, und lebte später fast zehn Jahre in Deutschland (Hannover, München), der Schweiz und Frankreich. Während er in München verkehrte er viel mit dem befreundeten Adolf von Baeyer. Erst 1890 kehrte er in die USA zurück auf seinen Landsitz in Stockbridge.
Er leistete Beiträge zur Mineralogie (mit Beiträgen zum Handbuch der Mineralogie von James Dwight Dana und Analyse von Meteoriten aus Chile) und analysierte Verbindungen von Beryllium (damals Glucinum genannt). Er war Mitglied der Jury bei den Weltausstellungen in London, Paris, Wien und Philadelphia. 1866/67 war er Präsident des Lyceum of Natural History in New York (der späteren New York Academy of Sciences). Er war Präsident der American Photographic Society, Vorstand der Polytechnic Association des American Institute und Auslands-Sekretär der American Geographical Society. Er war Herausgeber des Scientific American und des Journal of Applied Chemistry und schrieb viele populärwissenschaftliche Aufsätze für Zeitungen wie Scientific American und die meisten Artikel über Chemie in der American Cyclopaedia. Er war Fellow der American Association for the Advancement of Science. Als sich die amerikanischen Chemiker 1874 am Grab von Joseph Priestley versammelten war er einer der treibenden Kräfte bei der Gründung der American Chemical Society.
Hans Rupe war sein Neffe.
Er war Mitglied der Leopoldina.
Charles Arad Joy heiratete am 15. Juli 1855 Laura Louise Henrietta Rupe (* 7. September 1833) aus Minden in Preußen. Aus dieser Ehe gingen die vier Kinder Herman Charles (1857–1890), Wilhelmina Julia (* 1864), Eleanor (* 1868) und Laura Henrietta (* 1871) hervor. Herman Charles Joy wurde 1878 ebenfalls Professor am Columbian College.
Friedrich Wöhler war ein enger Freund von Joy und gab 1866 einem neu entdeckten Mineral als persönliches Kompliment an dessen Frau den Namen Laurit.

## Veröffentlichungen
- On glucinium and its compounds; New York, 1863